# Life After Death (ER)
Life After Death is de eerste aflevering van het vijfiende seizoen van de televisieserie ER, die voor het eerst werd uitgezonden op 25 september 2008.

## Verhaal
Dr. Gates hoort van de ontploffing in de ambulance en maakt zich zorgen omdat hij denkt dat Taggart met de ambulance was meegereden. Hij ontdekt al snel dat dr. Pratt in de ambulance zat en niet Taggart. Dr. Pratt wordt zwaar gewond naar de SEH gebracht waar zijn collega's er alles aan doen om hem te redden. Het lukt hen om hem uiteindelijk te stabiliseren, dan knapt plotseling zijn hoofdslagader en sterft hieraan. 
Dr. Lockhart behandeld een jonge vrouw die gewond is geraakt tijdens de ontploffing, zij maakt echter een fout tijdens haar behandeling. Dit, en haar huwelijk, zorgt ervoor dat zij er serieus over nadenkt om het ziekenhuis en Chicago te verlaten. 
Dr. Morris kan het moeilijk accepteren dat zijn goede vriend en collega gestorven is, en beseft dat hij er nu alleen voor staat. 

## Rolverdeling

### Hoofdrollen
- Maura Tierney - Dr. Abby Lockhart
- Mekhi Phifer - Dr. Gregory Pratt
- Parminder Nagra - Dr. Neela Rasgrota
- John Stamos - Dr. Tony Gates
- Scott Grimes - Dr. Archie Morris
- David Lyons - Dr. Simon Brenner
- Leland Orser - Dr. Lucien Dubenko
- Gina Ravera - Dr. Bettina DeJesus
- Linda Cardellini - verpleegster Samantha Taggart
- Deezer D - verpleger Malik McGrath
- Laura Cerón - verpleegster Chuny Marquez
- Yvette Freeman - verpleegster Haleh Adams
- Brian Lester - ambulancemedewerker Brian Dumar
- Louie Liberti - ambulancemedewerker Bardelli
- Sam Jones III - ambulancemedewerker Chaz Pratt
- Troy Evans - Frank Martin

### Gastrollen (selectie)
- Tony Hale - Norman Chapman
- Charlotte Rae - Roxanne Gaines
- Julia Jones - Kaya Montoya
- Marisol Ramirez - Mrs. Eschalante
- Ariela Barer - Jasmine Escalante
- Drew Butler - Jason
- Mason Vale Cotton - Brian
- Norma Michaels - Rose Franklin